# Alvark Tokyo

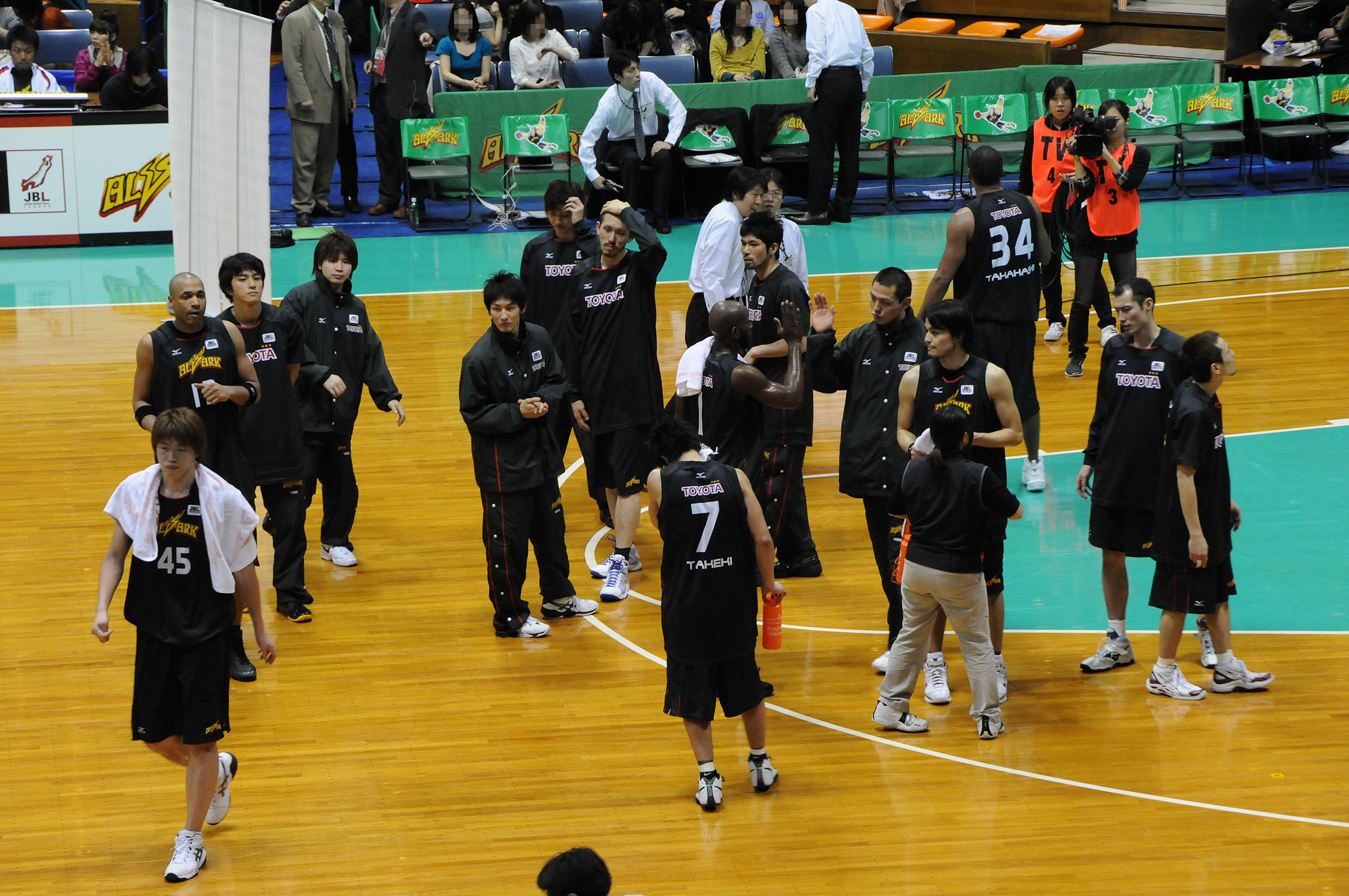
L'équipe Toyota Alvark en 2009

Alvark Tokyo est une équipe professionnelle japonaise de basket-ball située à Tokyo. L'équipe, sponsorisée par Toyota, évolue dans la B.League japonaise. Jusqu'à 2000, elle est connue sous le nom de Toyota Pacers. Fondée en 1948 sous le nom de Toyota Pacers, le club a remporté deux titres consécutifs de la JBL Super League en 2006 et 2007.
En juillet 2015, il a été annoncé que l'équipe évoluerait dans la première division de la nouvelle ligue professionnelle de basket-ball japonaise, la B.League, qui débute en octobre 2016.
En 2020, l'équipe est championne de la B.League, la meilleure ligue de basket-ball du Japon.

## Disctinctions

### Nationales

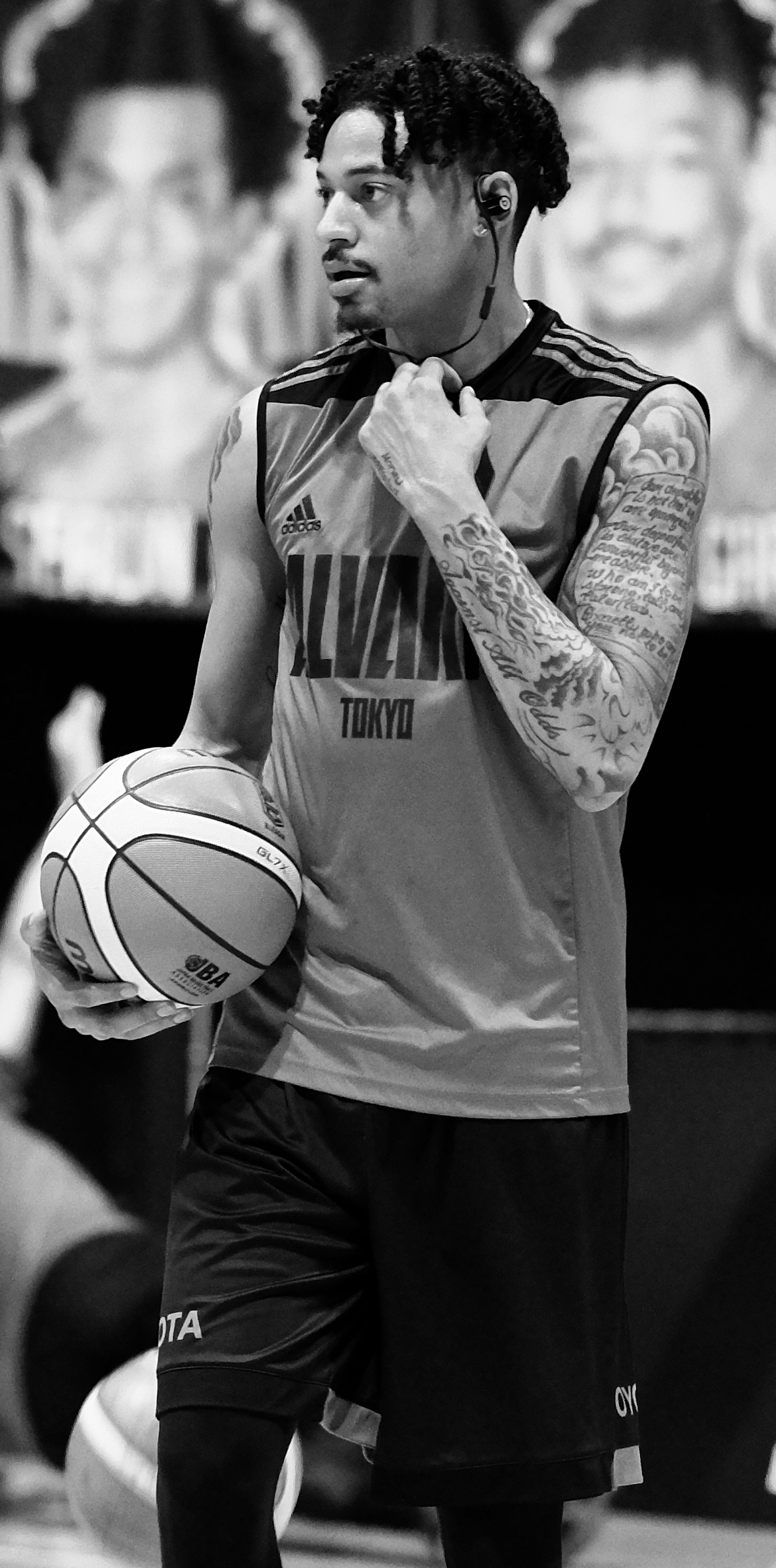
Diante Garrett

- B.League
  - Champions (2) : 2018, 2019
- Ligue nationale de basket-ball
  - Finaliste (1) : 2015
- Ligue japonaise de basket-ball
  - Champions (1) : 2011
- Super Ligue JBL
  - Champions (3) : 2001, 2005, 2006
  - Finaliste (1) : 2002
  - 3e place (1) : 2004
- Division I de la Ligue japonaise
  - Finaliste (1) : 1996
  - 3e place (1) : 1991

### Continentales
- Coupe des champions d'Asie de la FIBA
  - Champions (1) : 2019
  - Finaliste (1) : 2018

## Joueurs notables
- Tomoo Amino
- Seiya Ando (en)
- Jeff Ayres
- Yudai Baba
- Wilbert Brown
- Louis Campbell
- Satoru Furuta
- Diante Garrett
- Jeff Gibbs (en)
- Keishi Handa (en)
- Tenketsu Harimoto (en)
- Juaquin Hawkins (en)
- Tom Hovasse
- Kei Igarashi
- Reina Itakura
- Brendan Lane (en)
- Todd Lindeman (it)
- Ricardo Marsh (en)
- KJ Matsui
- Drew Naymick (en)
- Charles O'Bannon
- Yusuke Okada (en)
- Ryumo Ono (en)
- Takehiko Orimo
- Doron Perkins
- Trent Plaisted
- Philip Ricci
- Satoshi Sakumoto (ja)
- Ryota Sakurai
- Kazuhiro Shoji (en)
- Richard Solomon
- Yuta Tabuse
- Michael Takahashi (en)
- Joji Takeuchi
- Kōsuke Takeuchi
- Daiki Tanaka (en)
- Devin Uskoski (de)
- Jawad Williams
- Howard Wright (en)
- Daiji Yamada
- Milko Bjelica

## Installations d'entraînement

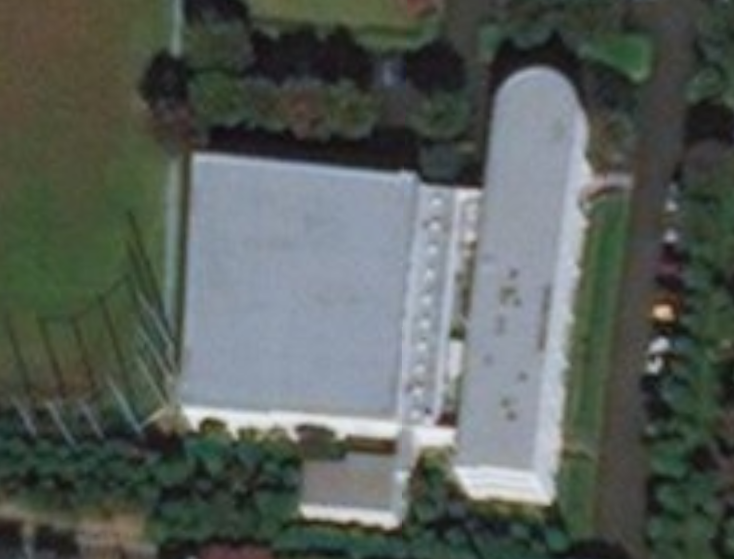
Centre sportif Toyota Motors Fuchu

Ils ont leur propre gymnase, le Toyota Motors Fuchu Sports Center à Kitayamacho, Fuchu, Tokyo.